# Födelsedagen (1984)
Födelsedagen (originaltitel: Sixteen Candles) är en amerikansk romantisk komedifilm från 1984 i regi av John Hughes.

## Handling
Samanthas (Molly Ringwald) liv går fort utför, hon är förälskad i skolans populäraste kille, skolans knäppaste kille är förälskad i henne, hennes syster ska gifta sig och resten av familjen glömmer hennes födelsedag. Lägg till ett par pinsamma morföräldrar och en utländsk utbytesstudent och vi får en lustig resa mot ung kvinnlighet.

## Om filmen
Filmen är inspelad på ett flertal platser i Illinois och hade premiär i USA den 4 maj 1984, den svenska premiären var den 26 oktober 1984 och filmen är barntillåten.

## Rollista (urval)
| Molly Ringwald       | – Samantha Baker |
| Michael Schoeffling  | – Jake Ryan      |
| Justin Henry         | – Mike Baker     |
| Carlin Glynn         | – Brenda         |
| Blanche Baker        | – Ginny          |
| Gedde Watanabe       | – Long Duk Dong  |
| Anthony Michael Hall | – tönt           |
| Paul Dooley          | – Jim Baker      |
| Haviland Morris      | – Caroline       |
| Jami Gertz           | – Robin          |
| John Cusack          | – Bryce          |
| Joan Cusack          | – töntig tjej    |
| Zelda Rubinstein     | – organist       |
| John Kapelos         | – Rudy           |
| Beth Ringwald        | – Patty          |

## Musik i filmen
- Lenny, skriven av Stevie Ray Vaughan, framförd av Stevie Ray Vaughan och Double Trouble
- Young Americans, skriven och framförd av David Bowie
- Sixteen Candles, skriven av Luther Dixon och Allyson R Khent, framförd av Stray Cats
- If You Were Here, framförd av Thompson Twins
- Snowballed, framförd av AC/DC
- Today I Met the Boy I'm Gonna Marry, framförd av Darlene Love
- Happy Birthday, framförd av Altered Images
- Love of the Common People, framförd av Paul Young
- Dragnet, framförd av Ray Anthony och hans orkester
- Peter Gunn, framförd av Ray Anthony och hans orkester
- Rumours in the Air, framförd av Night Ranger
- Kazooed on Classics, framförd av The Temple City Kazoo Orchestra
- True, framförd av Spandau Ballet
- Little Bitch, framförd av The Specials
- Wild Sex in the Working Class, framförd av Oingo Boingo
- Growing Pains, framförd av Tim Finn
- Ring Me Up, framförd av The Divinyls
- Turning Japanese, framförd av The Vapors
- Farmer John, framförd av The Premieres
- When It Started to Begin, framförd av Nick Heyward
- Whistle Down the Wind, framförd av Nick Heyward
- The Godfather, musik Nino Rota, framförd av Carlo Savina med orkester
- Rev-Up, framförd av The Revillos
- Hang Up the Phone,framförd av Annie Golden
- Rebel Yell, framförd av Billy Idol
- Gloria, framförd av Patti Smith
- Young Guns, framförd av Wham
- Lohengrin, framförd av Bayerns Statsopera, Münchens kör och orkester under ledning av Robert Hegan

## Utmärkelser
- 1985 - Young Artist Awards, Best Young Actor in a Motion Picture - Musical, Comedy, Adventure or Drama, Anthony Michael Hall
- 1985 - Young Artist Awards, Best Young Actress in a Motion Picture - Musical, Comedy, Adventure or Drama, Molly Ringwald